# 帕斯南
帕斯南（法語：Passenans，法語發音：[pasnɑ̃]）是法国汝拉省的一个市镇，属于隆斯勒索涅区。

## 地理
帕斯南（46°47'53"N, 5°37'8"E）面积4.94 平方千米，位于法国勃艮第-弗朗什-孔泰大區汝拉省，该省份为法国东部内陆省份，北起上索恩省，西北接科多尔省，西临索恩-卢瓦尔省，南至安省，东与杜省和瑞士接壤。
与帕斯南接壤的市镇（或旧市镇、城区）包括：米耶里、弗龙特奈、圣拉曼、圣洛坦。

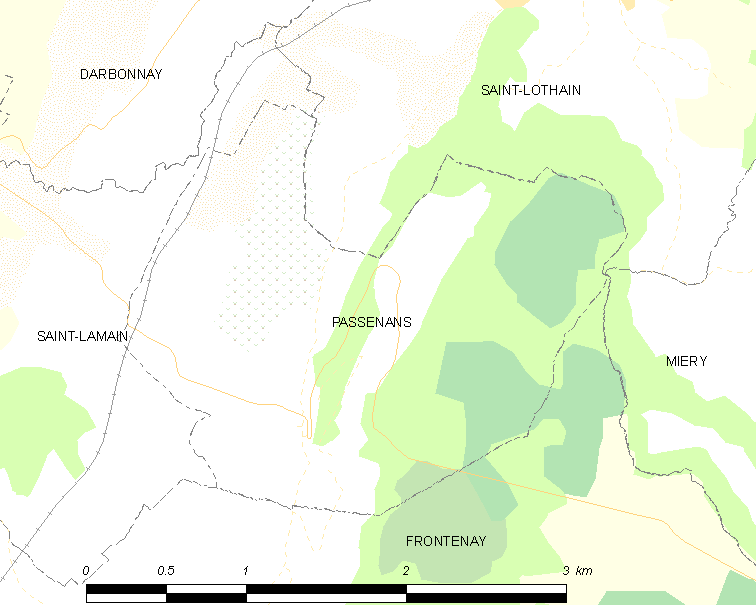
帕斯南的OSM定位图

帕斯南的时区为UTC+01:00、UTC+02:00（夏令时）。

## 行政
帕斯南的邮政编码为39230，INSEE市镇编码为39407。

## 政治
帕斯南所属的省级选区为布莱特朗县。

## 人口

1962-2008年间帕斯南人口变化图示

帕斯南于2022年1月1日时的人口数量为336人。